# رسوم متحركة أصلية للفيديو

المانجا الملونة

الرسوم المتحركة الأصلية للفيديو オリジナル・ビデオ・アニメーション (نطقًا: أوريجينارو بيديو أنيميشون) وتختصر OVA オーブイエー / オーヴィーエー / オヴァ (نطقًا: أوبوي، أوفي، أوفا) هو مصطلح يطلق على الرسوم المتحركة اليابانية (أنمي) من المسلسلات والأفلام التي توزع في الأسواق على وسائط عرض منزلية (وهو ما يقابل في الولايات المتحدة مصطلح مباشرة-إلى-الفيديو Direct-to-Video)، وهو ما يعني عدم عرضه على التلفزيون أو على دور العرض. سابقًا كانت أشرطة الفيديو المنزلية في إتش إس هي الوسيط الذي به توزع إصدارات OVA، والآن استخدمت الأقراص الضوئية (بما فيها دي في دي والبلو-راي).

## الشكل
مثل الأنمي التي صنعت للبث التلفزيوني، الأوفا تنقسم إلى حلقات. ميديا الأوفا (شرائط وأقراص ليزرية، أو دي في دي) وعادة ما تحتوي حلقة واحدة فقط. طول الحلقة يختلف من أنمي إلى أنمي :طول الحلقة يكون من بضع دقائق لمدة ساعتين أو أكثر. طول 30 دقيقة شائع جدًا، ولكنه ليس قاعدة. في بعض الحالات، قد يكون طول الحلقات في أوفا محددة تختلف اختلافًا كبيرًا (في غاوغايغار النهائي، الحلقات السبعة الأولى كان طولها نحو 30 دقيقة، في حين أن الحلقة الأخيرة طولها 50 دقيقة؛ اعتبارًا من سنة 2009 أطلقت الأوفا هلسينغ 10 حلقات، تتراوح ما بين 42 دقيقة إلى 56 دقيقة. وربما أطول سلسلة أوفا على الإطلاق كانت أسطورة أبطال المجرة، التي امتدت على 110 حلقة رئيسية و52 حلقة جانبية.